# Colus trombinus
Colus trombinus är en snäckart som först beskrevs av Dall 1919.  Colus trombinus ingår i släktet Colus och familjen valthornssnäckor. Inga underarter finns listade i Catalogue of Life.